# Jabra (entreprise)
Pour les articles homonymes, voir Jabra.
Jabra est une entreprise spécialisée dans les produits audio (casques filaires et sans fil) et basée au Danemark. Elle a été acquise par GN Audio, devenant une filiale de la société danoise GN Store Nord (en) en 2000.

## Histoire
En septembre 2000, Jabra Corporation est acquise par GN Audio, filiale de GN Store Nord (en).
En 2006, GN Audio consolide sa division de centres d'appels et de casques audio sous la marque Jabra. Cette opération est suivie par une restructuration en 2008, qui donne naissance à deux divisions au sein de Jabra, qui seront ultérieurement appelées Entreprise et Consommateur. Cette restructuration permet de mieux cibler les marchés inter-entreprises et les marchés grand public,.

## Produits
Jabra est à l'origine de plusieurs premières mondiales comme par exemple avec le premier microphone au monde à ultra réduction de bruit, le premier casque Bluetooth au monde, le premier casque à atténuation active du bruit au monde, et les premiers écouteurs Dolby sportif sans fil au monde avec moniteur de fréquence cardiaque intégré. Jabra a également développé le premier microphone et haut-parleur intégré intra-auriculaire au monde et les technologies d'atténuation d'écho et de bruit.